# Long Éireannach
'Long Éireannach', buque irlandés en el idioma irlandés, es el término que precede al nombre de las naves en la flota de guerra del Servicio Naval Irlandés, reducido al acrónimo naval LÉ, como se puede comprobar en el LÉ Eithne, actual buque insignia irlandés.
El término ha estado en uso desde diciembre de 1946, cuando el Servicio Naval Irlandés fue establecido con la compra de 3 corbetas a la Marina Real Británica.